# Andrew F. Fox
Andrew Fuller Fox (* 26. April 1849 in Reform, Pickens County, Alabama; † 29. August 1926 in West Point, Mississippi) war ein US-amerikanischer Jurist und Politiker. Zwischen 1897 und 1903 vertrat er den vierten Wahlbezirk des Bundesstaates Mississippi im US-Repräsentantenhaus.

## Werdegang
Im Jahr 1853 kam Andrew Fox mit seinen Eltern in das Calhoun County in Mississippi. Dort besuchte er private Schulen. Danach studierte er bis 1872 am Mansfield College in Texas. Nach einem Jurastudium und seiner 1877 erfolgten Zulassung als Rechtsanwalt begann er in diesem Beruf in Mississippi zu arbeiten. Ab 1883 war er in West Point ansässig. Politisch war Fox Mitglied der Demokratischen Partei, deren Democratic National Convention er im Jahr 1888 als Delegierter besuchte. Von 1891 bis 1893 war er Mitglied des Staatssenats. Danach war er bis 1896 Bundesstaatsanwalt für den nördlichen Distrikt von Mississippi.
1896 wurde Fox im vierten Distrikt von Mississippi in das US-Repräsentantenhaus in Washington, D.C. gewählt. Dort löste er am 4. März 1897 Hernando Money ab. Nach zwei Wiederwahlen konnte er sein Mandat im Kongress bis zum 3. März 1903 ausüben. Bei den Wahlen des Jahres 1902 verzichtete er auf eine erneute Kandidatur. In seine Zeit im Kongress fiel der Spanisch-Amerikanische Krieg von 1898.
Nach dem Ende seiner Zeit in der Bundeshauptstadt arbeitete Andrew Fox wieder als Rechtsanwalt. Im Jahr 1911 war er Präsident der Anwaltskammer von Mississippi. 1914 zog er sich in den Ruhestand zurück. Fox starb im August 1926 in West Point und wurde dort auch beigesetzt.